# أرناس بوتكفيتشيوس
أرناس بوتكفيتشيوس (بالليتوانية: Arnas Butkevičius)‏ مواليد 22 أكتوبر 1992 في كلايبيدا، هو لاعب كرة سلة ليتواني. بدأ مسيرته الاحترافية في سنة 2009.

## المسيرة الاحترافية
لعب مع نادي ساكالي لكرة السلة من سنة 2010 إلى 2012، ثم لعب مع نادي ليتكابليس لكرة السلة في موسم 2012–2013، ثم لعب مع نادي نبتونس لكرة السلة في سنة 2013.

## روابط خارجية
- أرناس بوتكفيتشيوس على موقع الاتحاد الدولي لكرة السلة (الإنجليزية)
- أرناس بوتكفيتشيوس على موقع الدوري الأوروبي لكرة السلة (الإنجليزية)
- أرناس بوتكفيتشيوس على موقع كرة السلة الأوروبية.كوم (الإنجليزية)
- أرناس بوتكفيتشيوس على موقع ريلجم (الإنجليزية)
- أرناس بوتكفيتشيوس على موقع بروبوليرز (الإنجليزية)
- أرناس بوتكفيتشيوس على موقع سبورتس رفرنس (الإنجليزية)